# خورخي مونت
خورخي مونت (بالإسبانية: Jorge Montt)‏ (و. 1845 – 1922 م) هو سياسي، بحّار من تشيلي ولد في كاسابلانكا.
تولى منصب قائمة رؤساء تشيلي (1891-12-16–1896-09-18) .